# Новожёнов, Владимир Иванович
Новожёнов Владимир Иванович (1922, дер. Ивановская,  Кимрского уезда, Тверской губернии — 31 марта 1942, г. Ржев, Калининской области) — разведчик разведотдела штаба 31 армии, красноармеец, один из активистов и идеологов подпольной антифашистской организации действовавшей в оккупированном Ржеве в период с 1941 по 1942 год.

## Биография
Родился Владимир в деревне Ивановская, Тверской губернии, в семье священнослужителя. В период движения «безбожников» отец бросил службу и подался в посёлок Удомля, где устроился счетоводом. Владимир с матерью переехали во Ржев и поселились на улице Карла Маркса.
В школе Новожёнов был неразговорчив, никогда не тянул руки, но если учитель спрашивал, он всегда отвечал на отлично.
Окончив в 1940 году среднюю школу, Владимир готовился поступать в институт, но его планам помешала война.
В июле 1941 года во Ржеве обосновался штаб 31-й Армии и Новоженов, как и некоторые ржевитяне, добровольно попросился в Красную Армию. После прохождения медкомиссии он был определён в разведку.
23 августа 1941 года разведчик разведотдела штаба 31 армии Новожёнов Владимир Иванович совместно с товарищем были направлены с разведзаданием в район Крестовая — Пузиково — Васильево с выходом на станцию Ломоносово. 1 сентября 1941 года они должны были вернуться с задания с территории, занятой противником. Однако к установленному сроку они не возвратились. Судьба их в архивных документах теряется, однако известно, что 21 августа 1941 года в районе Торопца в окружении погибает 230-й батальон 126-й стрелкой дивизии. Остатки сил батальона, не попавшие в плен, разбредаются по лесам. В этой «мясорубке» переплетаются судьбы командира взвода 230-го батальона ржевитянина Алексея Петровича Телешева и разведчика Владимира Новожёнова. 
Чудным образом в октябре 1941 года, раздобыв гражданскую одежду, Телешев и Новожёнов попадают в оккупированный Ржев и размещаются на улице Воровского 36/14, в доме отчима Телешева — Н. К. Еремеева.

### Подпольная деятельность
В небольшом прифронтовом городе, где численность германских войск иногда достигала 15 тысяч солдат и офицеров, где располагались штабы 6-го и 23-го армейских корпусов 9-й армии Вермахта и где полевая жандармерия, тайная полевая полиция (отдел по борьбе со шпионажем и саботажем) были беспощадны к любой форме сопротивления, Телешев и Новожёнов приступили к созданию подпольной организации. Старшим был избран Телешев.
В ряды группы Телешева вошли около 30 человек, среди них бывший сотрудник госбезопасности К. Дмитриев, ржевитяне А. Колпашников и А. Виноградов, направленные Калининским обкомом в ржевский партизанский отряд, разведчики 31-й армии Б. Лузин и М. Персиянцев, разведчицы 22-й армии Л. Тимофеева и Т. Львова, секретарь горкома комсомола В. Гунчуков, ржевитяне К. Латышев, А. Жильцов, М. Соколов, а также бывшие военнопленные В. Некрасов и В. Монякин.
Через Новожёнова в группу вошёл бежавший из немецкого лагеря лейтенант А. В. Беляков, ставший одним из активистов сопротивления.
Созданная Телешевым группа занималась сбором сведений о противнике, находившемся в оккупированном Ржеве.
Основой армейской разведки того времени была визуальная разведка, то есть то, что видел разведчик. Эти сведения поступали в радиоцентр, суммировались в разведотделах штабов армий и шли в оперативные отделы для практического использования их в боевых действиях.
В группе Телешева для ведения визуальной разведки были достаточные возможности. Во-первых, сам Телешев когда-то служил в разведбатальоне, во-вторых, у него были Новоженов, Персиянцев, Лузин, Тимофеева и Трепчукова, прошедшие курс обучения в разведотделах. 
Кроме визуальной разведки подпольщики занимались саботажем: вырезали телефонные кабеля, портили автомобили, расклеивали листовки, сожгли биржу труда с документами, продовольственные склады, похищали оружие, боеприпасы и бланки паспортов, которыми снабжали военнопленных, бежавших с помощью подпольщиков из ржевского концлагеря.
Особенно большое значение для советской авиации имели световые сигналы, которыми подпольщики указывали вражеские объекты: склады с боеприпасами, штабы, дальнобойные артиллерийские установки.
Более пяти месяцев действовала подпольная группа во Ржеве, нанося врагу крупный урон.

### Арест и казнь
Выдал подпольщиков отчим Телешева — Н. К. Еремеев. Он рассказал о группе Телешева квартальному старосте. 26 марта 1942 года Еремеев был вызван к начальнику 2-го полицейского участка, где назвал всех известных ему участников подполья, по его словам, готовившихся поддержать наступление Красной Армии. В этот же день Алексей Телешев был арестован. На следующий день с утра были арестованы остальные участники подполья. Еремеев водил по домам большую группу немцев и переводчика (за своё предательство Еремеев в 1946 году был приговорён к расстрелу).
Несмотря на жесточайшие пытки, ни Телешев, ни Новожёнов, ни Беляков ни в чём не признались. Остальные подпольщики тоже не назвали многих известных им участников сопротивления. 
Утром 31 марта 1942 года по требованию квартальных старост на Советскую площадь пришли жители города. Недалеко от разрушенного памятника Ленину была сооружена виселица. В 11 часов под конвоем 3-х немецких офицеров и 33-х рядовых солдат привели приговоренных к казни. Алексей Телешев, Владимир Новожёнов и Александр Беляков были повешены, К. Дмитриев, А. Жильцов, В. Некрасов, К. Латышев, Б. Лузин, Т. Львова, В. Монякин, М. Соколов и М. Персиянцев - расстреляны. 
Тела повешенных не разрешали снимать три дня, затем их бросили в подвал разрушенного дома.
Руководство уцелевшими членами группы Телешева взял на себя командир Красной армии Изоиль Александрович Жижилкин, которого по доносу предателя-старосты в мае бросили в концлагерь, где он умер от тифа. 
До середины лета 1942 года оставшиеся подпольщики этой группы вели активную борьбу с оккупантами. Многие из них - И. Савков, Э. Соловьев, Н. Ломаков, В. Шитиков и другие -  были схвачены и расстреляны. 
Казни не только не пресекли антифашистскую борьбу, но и усилили её стократ. Немецким войскам так и не удалось выполнить стратегическую задачу — ударить со стороны Ржева по Москве. 
В 1963 году героев-подпольщиков перезахоронили у обелиска Победы на Соборной горе. Указом Президиума Верховного Совета СССР от 10 мая 1965 года Алексей Петрович Телешев награждён орденом Отечественной войны I степени, Владимир Иванович Новожёнов и Александр Васильевич Беляков - орденами Отечественной войны II степени посмертно. Их именами названы улицы Ржева, установлены памятные плиты.

## Память

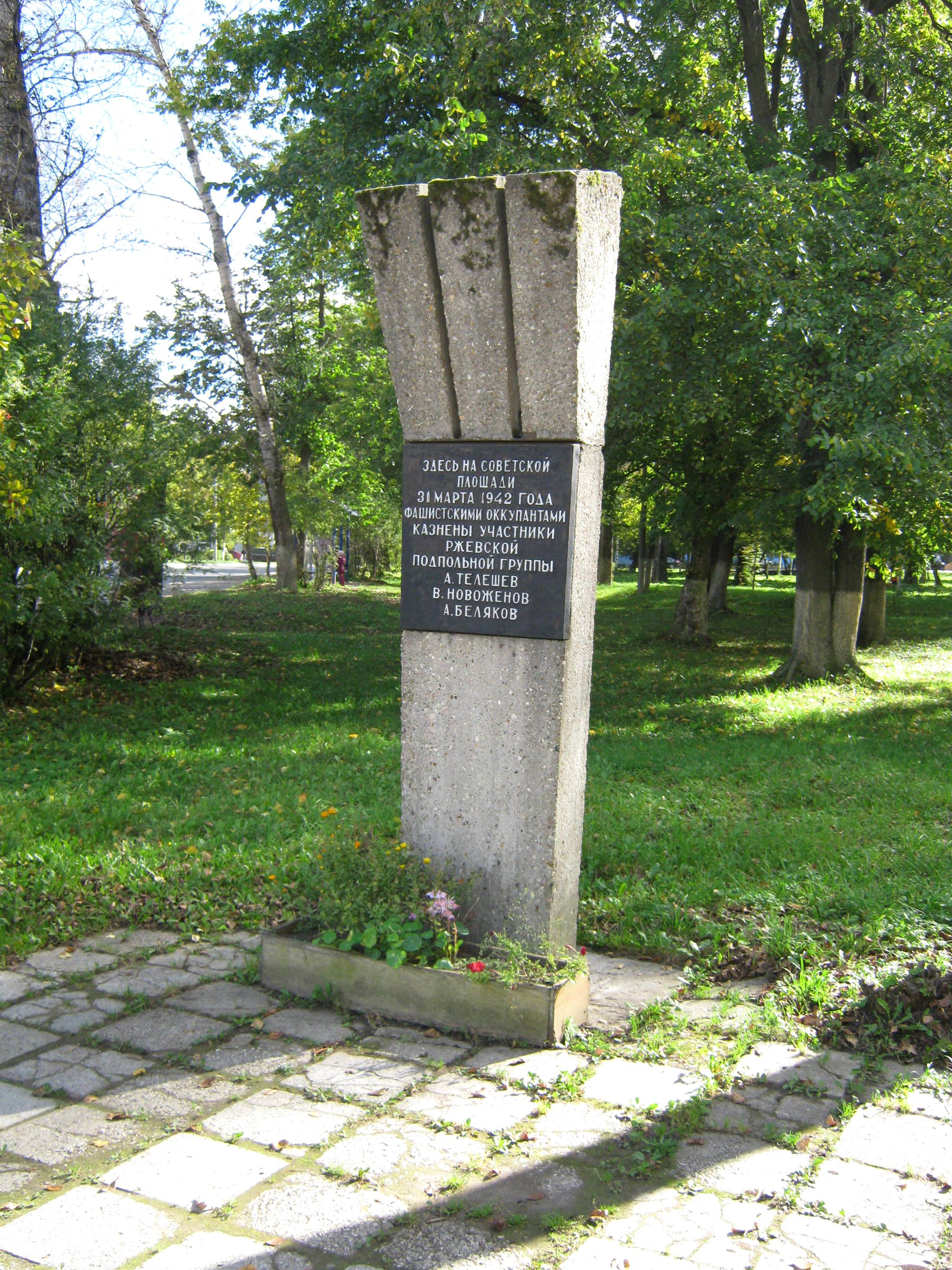
Стела на месте казни подпольщиков

- В. И. Новожёнов похоронен в центре Ржева, на «Кургане Славы» (Соборная гора),  рядом с обелиском и вечным огнём, в братской могиле вместе с А. Телешевым и А. Беляковым.
- На месте казни подпольщиков, на Советской площади установлена памятная стела, где перечислены имена казнённых.
- Также памятная стела в честь погибших комсомольцев-подпольщиков установлена в сквере по улице Грацинского (г. Ржев)[5].
- Именем В. И. Новожёнова названа улица в микрорайоне Шихино города Ржева, установлена аннотационная доска.

## Ссылка
- Новожёнов В.И.